# 京都市立洛陽工業高等学校
京都市立洛陽工業高等学校（きょうとしりつ らくようこうぎょうこうとうがっこう）は、京都府京都市南区唐橋大宮尻町に所在した市立の工業高等学校。
日本初の工業高等学校。
京都市内には、名称が類似した洛陽総合高等学校という高校もあるが、こちらは私立校であり全く別の学校である。

## 概要
1886年に創立された京都染工講習所を源流とする。学校再編や学制改革による幾度かの校名変更を経て、1963年に現校名となる。
2016年、京都市立工業学校（洛陽工業高等学校の前身）の分教場を源流とする京都市立伏見工業高等学校と統合されて京都市立京都工学院高等学校が開校し、洛陽工業高等学校は2018年3月31日をもって閉校した。
学校の公式サイトによると、全国の公立工業高等学校の中でもっとも歴史ある学校と紹介されている。

## 沿革
- 1886年（明治19年） - この学校の前身となる、京都染工講習所が創立される。
- 1894年（明治27年） - 京都染工講習所を母体とした京都市染織学校が設立される。
- 1919年（大正08年） - 京都市立工業学校と改称する。
- 1925年（大正14年） - 京都市立第一工業学校と改称する。
- 1935年（昭和10年） - 西寺跡の西隣に新築移転。この唐橋校舎が以後閉校まで現役で使われる。
- 1948年（昭和23年） - 京都市立洛陽高等学校となる。普通・商業・工業の3科を置く。
- 1963年（昭和38年） - 京都市立洛陽工業高等学校と改称する[※ 1]。
- 1986年（昭和61年） - 創立100周年記念式典を挙行する。
- 2007年（平成19年） - 全日制全学科を創造技術科に改編。
- 2015年（平成27年） - 新校名を京都市立京都工学院高等学校とする案が京都市教育委員会に提出、条例が改正された。
- 2016年（平成28年） - 京都市立伏見工業高等学校全日制[※ 2]と統合され、立命館中学校・高等学校の深草キャンパスがあった場所に新設される京都工学院高等学校に引き継がれるため、洛陽工業高等学校は生徒の募集を停止し、新1年生は京都工学院高等学校に入学となり、洛陽工業高等学校は2年生と3年生のみとなる。
- 2017年（平成29年） - 洛陽工業高等学校校舎地（唐橋校舎と呼称）での最後の卒業式を挙行。新3年生は京都工学院高等学校の校舎に移動する。洛陽工業高等学校は京都工学院高等学校校地で年度内存続する。ただし、新3年生の移動により空校舎となる洛陽工業高等学校の校舎（唐橋校舎）は2017年3月22日に閉校舎式典を行った。移転後の跡地利用については京都市立塔南高等学校を跡地に移転して再編のうえ普通科系高校を新設することが京都市教育委員会より発表されており、2015年度中に基本構想を作成する予定となっている[3]。
- 2018年（平成30年） - 2018年2月19日洛陽工業高等学校の校舎（唐橋校舎）で、実習をかねて京都工学院高校の生徒有志が洛陽工業高等学校の校舎（唐橋校舎）を記録に残そうとマルチコプターと３Ｄ計測装置を使って測量を実施する。唐橋校舎を詳細に測量し、上空からの映像と地上からのデータをもとにコンピュータ上に校舎を再現する計画である。唐橋校舎本館は昭和10年の建築で、82年の長きにわたり高校生を見守ってきたが、今年度末をもって建物としての唐橋校舎もその役割を終える。今回の測量により同窓生の記憶の中はもとより、伝統を引き継ぐ京都工学院高校生の手によってデータ上でも記録が残ることとなる。2018年3月3日洛陽工業高等学校として最後の卒業式を京都工学院高等学校（洛陽工業・伏見工業・京都工学院高校ホール）にて挙行。同日、卒業式終了後に閉校式を挙行。
- 2023年（令和05年） - 跡地に京都市立塔南高等学校を移転・再編し、京都市立開建高等学校が開校。

## 学科

### 全日制
- 京都伝統産業科
- 環境科学科
- 電気科
- 電子通信科
- 情報電子科
- 生産技術科
- 電子機械科

以上、2007年度で募集停止し、創造技術科に改編。
- 創造技術科
  - 1年次は共通学習するが、2、3年次で専門コースを選択する。

### 定時制
2006年度で募集停止。
- 機械科
- 電気科
- コンピュータ科

## 部活動
野球部は1950年に第22回選抜高等学校野球大会に初出場

## 出身者・ゆかりの人物

### 出身者
- 大島渚 - 映画監督。ただし府立洛南高校の廃校に伴う転入であるため、府立洛南高校の跡地に再興された府立鳥羽高校でOBとして講演をしている
- 中谷信夫 - 元プロ野球選手
- 久保重男 - 元プロ野球選手
- 深見吉夫（後に池田に改姓） - 元プロ野球選手
- 岡本伊三美 - 近鉄バファローズ元監督
- 種田訓久 - 元プロ野球選手
- 永守重信 - ニデック株式会社創設者・現会長
- 仲畑貴志 - コピーライター
- 山本弘 - SF作家
- 横山ひとし - 漫才師・タレント・レーサー
- 西田吉宏 - 政治家（中退）
- 九里一平 - 漫画家・竜の子プロダクション前社長（中退）
- 広坂正美 - ラジコン世界チャンピオン
- 岸本一馬 - 男子バレーボール選手　元全日本代表
- 畑信也 - ビーチバレー選手
- 小山義一 - 鉄道技術者。名古屋鉄道元社員でパノラマカーの設計者の一人
- 五十棲辰男 - 政治家
- 紅谷愃一 - 映画録音技師
- 横田一義 - 男子バレーボール選手
- 水井康雄 - 彫刻家
- 真木和美 - 物理学者
- 吉田義朗 - 日本障害者カヌー協会会長
- 玉宅健太郎 - 男子バレーボール選手
- 小林敏峯 - 実業家。マイカル創業者の一人

### 関係者
- 古田武彦 - かつてこの高校で教鞭をとっていた。

## アクセス
- JR西大路駅下車

## その他
高校跡地で発掘調査が行われ、2019年9月、平安京の羅城の一部と、九条大路が京都市埋蔵文化財研究所によって確認された。（高校跡地は羅城門跡地の西約400ｍに立地）